# رافيلري
رافيلرى (بالإنجليزية: Ravelry)‏ هو موقع على شبكة الإنترنت يصنف ضمن الشبكات الاجتماعية تأسس في مايو 2007
هو مكان للمصممين، والغزّالين، والنساجين، والصباغين ليتابعوا معلومات الغزل والأدوات والمشاريع ونمطها ويتابعوا الآخرين للحصول على الإلهام.
رافيلري هو مكان رائع للاحتفاظ بالملاحظات عن المشاريع ومتابعة ما يفعله الآخرون للحصول على نمط مثالي. ويشارك الأعضاء المشاريع والأفكار.

## النشأة
جاءت فكرة نشأة الموقع من الزوج والزوجة كيسي وجيسيكا فوربس، عندما تعبت جيسيكا فوربس من محاول استمرارها إلى إعادة اكتشاف أنماط الحياكة واشتقاقاتها التي لا تعد ولا تحصى في مجال الإنترنت، فتأسس الموقع في مايو 2007. كانت فكرتهما وجود شبكة على الإنترنت لجميع فناني الألياف.
سألت زوجها كيسي، وهو مبرمج، إذا كان يمكن بناء نظام يسهّل الأمر. فتم بناء الموقع في غضون أسابيع قليلة. وسرعان ما اكتسب الكثير من المشتركين - أكثر من 30000 في العام التالي وحده - حتى أن كيسي تركت عملها للحفاظ على الموقع.
رافيلري هو مكان لعرض وتسويق للكروشيه، ونقاش المصممين، والمغازل، والصباغين لتتبع معلومات عن الغزل والأدوات والتواصل مع الآخرين للحصول على الأفكار والإلهام، بالإضافة إلى كونه موقع شبكة اجتماعية للمستخدمين لمناقشة حرفهم، وتسهيل الأعمال الصغيرة، والسماح للحرفيين للبيع أنماط الحياكة أو الخيوط. كما أن الشركات الكبيرة والصغيرة الحجم قادرة على الإعلان عن بضاعتهم على الموقع.

## التاريخ
أشار موقع أليكسا بأن ترتيب الموقع هو 4115 على العالم من حيث ترتيب المواقع وكان ذلك في سبتمبر 2013، أما عام 2016 فكان ترتيب الموقع 1683.
أما ترتيبه في الولايات المتحدة هي 559 من حيث الاستخدام، كما تعدّ نسبة مستخدميه هناك حوالي 70.3% وذلك عام 2016.
كانت الإعلانات وسيلة سهلة لجلب المال في البداية، لكن هدف فوربس هو التركيز على الهدف الرئيسي للموقع - أي ما يخصّ الحياكة. لذا فإن ذلك ضيّق عائدات الإعلانات، ولكن كان المستخدمون سعداء مع الإعلانات التي صممت خصيصاً لهوايتهم. الآن يبلغ عدد المنضمين للموقع 1.4 مليون مشترك. مع العدد المتزايد للمستخدمين، لا يبدو أن شعبية الموقع ستتراجع في أي وقت قريب.